# Selo Kostolac
Selo Kostolac (Село Костолац), pronunțat în limba română Selo Costolaț, este un sat situat în partea de est a Serbiei, în Districtul Braničevo. Aparține administrativ de comuna Požarevac. La recensământul din 2002 localitatea avea 1313 locuitori.